# Gen-Silencing
Das Gen-Silencing (Gen-Stilllegung) ist ein natürlicher Vorgang aus der Genetik, bei dem die Nutzung und Umsetzung der in den Genen steckenden Erbinformationen, die Genexpression, gebremst wird. Beim Gen-Silencing erfolgt die Genregulation durch eine Hemmung der Übertragung (Transkription) einer genetischen Information von der DNA auf die mRNA (transkriptionelles Gen-Silencing) oder der nachfolgenden Übersetzung (Translation) der auf der mRNA gespeicherten Information in ein Protein (post-transkriptionelles Gen-Silencing).

## Transkriptionelles Gen-Silencing
Transkriptionelles Gen-Silencing ist ein Resultat von epigenetischen Veränderungen der DNA (wie die DNA-Methylierung oder Histonmodifikationen) oder durch die Bindung von Repressoren an einen Silencer oder durch nichtcodierende Ribonukleinsäuren. Durch die Modifikationen von Histonenden wird eine Art heterochromatischer Zustand um das Gen geschaffen, welcher es der Transkriptionsmaschine (RNA-Polymerase, Transkriptionsfaktoren etc.) verwehrt, zu binden. Das klassische Beispiel ist das als Positionseffekt-Variegation (PEV) bezeichnete Phänomen. Es verändert den Chromatinzustand und kontrolliert somit die Transkriptionsaktivität des betroffenen Gens oder der Genregion.

## Posttranskriptionelles Gen-Silencing

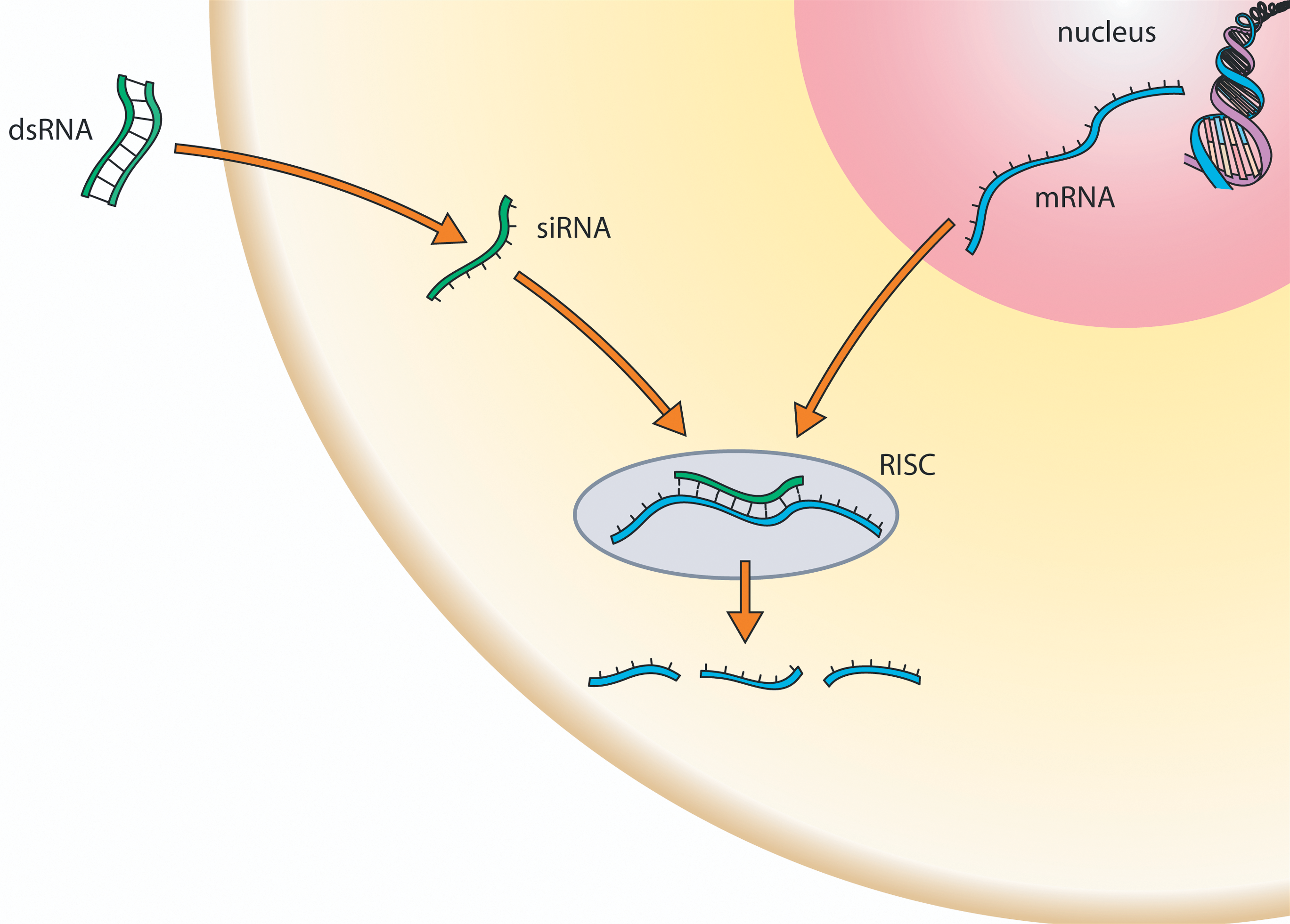
Mechanismus des posttranskriptionellen Gen-Silencings durch RNA-Interferenz

Als posttranskriptionelles Gen-Silencing (PTGS) werden die Prozesse bezeichnet, die erst nach der Transkription der genetischen Information von der DNA auf die übertragende mRNA stattfinden, z. B. vor und während der Translation. Zu den Formen des posttranskriptionellen Gen-Silencings zählen insbesondere der Nonsense-mediated mRNA decay (NMD) und die RNA-Interferenz (RNAi). Während der Nonsense-mediated mRNA decay vorrangig der Vermeidung von Nonsense-Punktmutationen dient, ist die RNA-Interferenz ein überwiegend regulatorischer Prozess unter Beteiligung spezifischer RNA-Moleküle, wie miRNA und siRNA. Das posttranskriptionelle Gen-Silencing kann zu einem intensivierten Abbau der mRNA eines bestimmten Gens führen. Durch den Abbau der mRNA wird die Translation und somit die Bildung des spezifischen Genproduktes (meist ein Protein) verhindert. Darüber hinaus ist eine genspezifische direkte Hemmung der Translation als Folge des posttranskriptionellen Gen-Silencings möglich.